# دیکمو
دیکمو (به لاتین: Dicmo) یک منطقهٔ مسکونی در کرواسی است که در شهرستان اسپلیت-دالماسی واقع شده‌است. دیکمو ۲٬۸۰۲ نفر جمعیت دارد.